# ヒメアカクロサギ
ヒメアカクロサギ（姫赤黒鷺、学名:Egretta caerulea）は、ペリカン目サギ科に分類される鳥類の一種である。スミレサギ（菫鷺）は誤り。

## 分布
アメリカ東部から、中央アメリカ、南アメリカ北部（ペルーからウルグアイまで）にかけて分布する。北方で繁殖した個体は冬季越冬のため移動する。

## 形態
体長約64-74 cm。小型のサギ。頭部から頸にかけては暗い赤褐色［和名の由来がこれ］で、それ以外の体全体は黒みがかった青紫色である。眼先と嘴は灰色で、脚は青色がかった灰色である。

## 生態
沼地や干潟などに生息する。
魚類、甲殻類、昆虫類、カエルなどを捕食する。
水辺の樹木ややぶの中に、雄が巣材となる木の枝を集め雌が造巣する。1腹2-5個の卵を産み、抱卵期間は21-24日である。抱卵、育雛とも雌雄共同で行う。雛は35-40日で巣立ちする